# Wyższa Szkoła Kosmetyki i Nauk o Zdrowiu w Łodzi
Wyższa Szkoła Kosmetyki i Nauk o Zdrowiu w Łodzi – uczelnia niepubliczna z siedzibą w Łodzi. Założona w 2008 roku przez Edwarda Kujawę, pełniącego do dziś obowiązki kanclerza uczelni.
W tym też roku uczelnia uzyskała, na podstawie decyzji Ministerstwa Nauki i Szkolnictwa Wyższego, wpis do rejestru uczelni niepublicznych oraz zgodę na prowadzenie studiów pierwszego stopnia. W roku 2015 uczelnia uzyskała uprawnienia do prowadzenia studiów magisterskich.
Wyższa Szkoła Kosmetyki i Nauk o Zdrowiu w Łodzi należy do grupy QED Edukacja istniejącej na rynku od 1992 roku, w skład której wchodzą także: Publiczna Policealna Szkoła Kosmetyczna, Policealna Szkoła Medyczna, Akademickie Liceum Ogólnokształcące i Technikum Administracyjno-Usługowe w Łodzi. Od początku swojego istnienia uczelnia wykształciła ponad 1000 kosmetologów.

## Kształcenie
Uczelnia prowadzi studia licencjackie (I stopnia), magisterskie (II stopnia) w trybie stacjonarnym i zaocznym o profilu praktycznym na kierunku kosmetologia.
Specjalizacje na kierunku kosmetologia podczas studiów licencjackich (I stopnia):
- Podologia
- Spa & Wellness
- Wizaż i stylizacja
- Stylizacja paznokci

Specjalizacje na kierunku kosmetologia podczas studiów magisterskich (II stopnia):
- Laseroterapia
- Makijaż permanentny
- Trychologia

Uczelnia oferuje również programy studiów podyplomowych oraz kursy, które związane są z kosmetologią, zdrowiem i urodą.

## Partnerzy studiów
Od 2021 roku uczelnia współpracuje z firmami działającymi w branży beauty. Wśród partnerów biznesowych znajdują się:
- Bielenda Professional
- APIS Natural Cosmetics
- Inglot
- BTL Polska
- OPI Los Angeles
- ITP Biomedical Company